# Naucraría
La naucraría (en griego ναυκραρία) fue la primera unidad administrativa del Ática basada en el principio de la subdivisión territorial.
Este concepto fue ya mencionado por Heródoto. Su aparición se remonta probablemente al siglo VII a. C., durante el florecimiento del comercio y la navegación marítima en la región. Cada naucraría tenía la obligación de proporcionar un buque para la flota ateniense (de ahí que etimológicamente el término provenga de la voz naus o «barco») y posteriormente también dos soldados de caballería con todo su equipo. Eran administradas por el naucraro, quien a su vez gobernaba el buque proporcionado, se encargaba de los impuestos y respondía a las órdenes del polemarca.
La nueva institución representó un paso más en el proceso de descomposición del régimen tribal hacia la aparición del Estado o polis. En el Ática había cuarenta y ocho naucrarías, doce por cada una de las cuatro filai tribales. Cuando Clístenes asumió el poder en Atenas realizó numerosas reformas que incluyeron el establecimiento de los demos en sustitución de las naucrarías.